# Karl Anton von Dalberg
Karl Anton von Dalberg (3. května 1792 – 20. března 1859 Vídeň), celým jménem: Karl Anton Maximilian Eckenbert von Dalberg, též Karl nebo Carl Maximilian Heribert Reichsfreiherr von und zu Dalberg, patřil do šlechtického rodu von Dalberg a byl c. k. komoří a rytíř řádu Leopolda.

## Život a rodina
Byl mladším synem Friedricha Franze Karla von Dalberga (21. března 1751 – 8. března 1811). Byl kanovníkem v Mohuči (1799) a Špýru (1802). V roce 1811 mu otec koupil panství Enzesfeld jižně od Vídně. Po otcově smrti převzal jeho opatrovnictví jeho starší bratr Friedrich Karl Anton von Dalberg. V roce 1815 byl Karlu Antonu von Dalberg udělen inkolát pro království české a obdržel titul císařského a královského komořího. Protože starší bratr zůstal v armádě až do své předčasné smrti, převzal odpovědnost za rodinné dědictví Karl Anton von Dalberg. Na přelomu let 1815/1816 také poprvé navštívil zděděná panství Dačice a Malešov a začal je reorganizovat a renovovat budovy včetně zámků Dačice a Roztěž.
Zmodernizoval zemědělství, převzal všechny dříve pronajaté zemědělské statky, které byly v majetku jeho rodiny a začal pěstovat a zpracovávat cukrovou řepu.V Dačicích zřídil pro své české majetky finanční správu. Podařilo se mu získat řadu velmi schopných zaměstnanců, např. Franze von Grebnera nebo Jakuba Kryštofa Rada. Pro své lesnictví a ovocnářství získal Vincence Hlavu, který také deset let vedl lesnickou školu v Dačicích.
Oženil se 26. července 1817 s Marií Karoline Charlotte (28. ledna 1791 – 1867), dcerou Karla Theodora Sturmfedera von Oppenweiler-Stkrod a Karoline von Greiffenclau zu Vollrads. Byla členkou řádu hvězdového kříže. Byla to jeho sestřenice, takže ke sňatku byl vyžadován papežský dispens.
Jediným dítětem narozeným z tohoto manželství byl Friedrich Ferdinand von Dalberg ( 9. prosince 1822 Vídeň –19. září 1908 Dačice).
Rodina žila od jara až do konce lovecké sezóny v pozdním podzimu na zámku v Dačicích a v zimě v pronajatém bytě ve Vídni, aby se tam mohla účastnit společenského života a plesové sezóny.